# Первомайский (Выгоничский район)
Первомайский — посёлок в Выгоничском районе Брянской области, в составе Орменского сельского поселения. Расположен в 5 км к юго-западу от деревни Орменка. Население — 20 человек (2010).

## История
Возник около 1930 года; до 2005 года входил в Орменский сельсовет.
| Годы      | 1979 | 1989 | 2002 | 2010 |
| --------- | ---- | ---- | ---- | ---- |
| Население | 111  | 48   | 38   | 20   |